# Pfarrkirche St. Jakob am Thurn

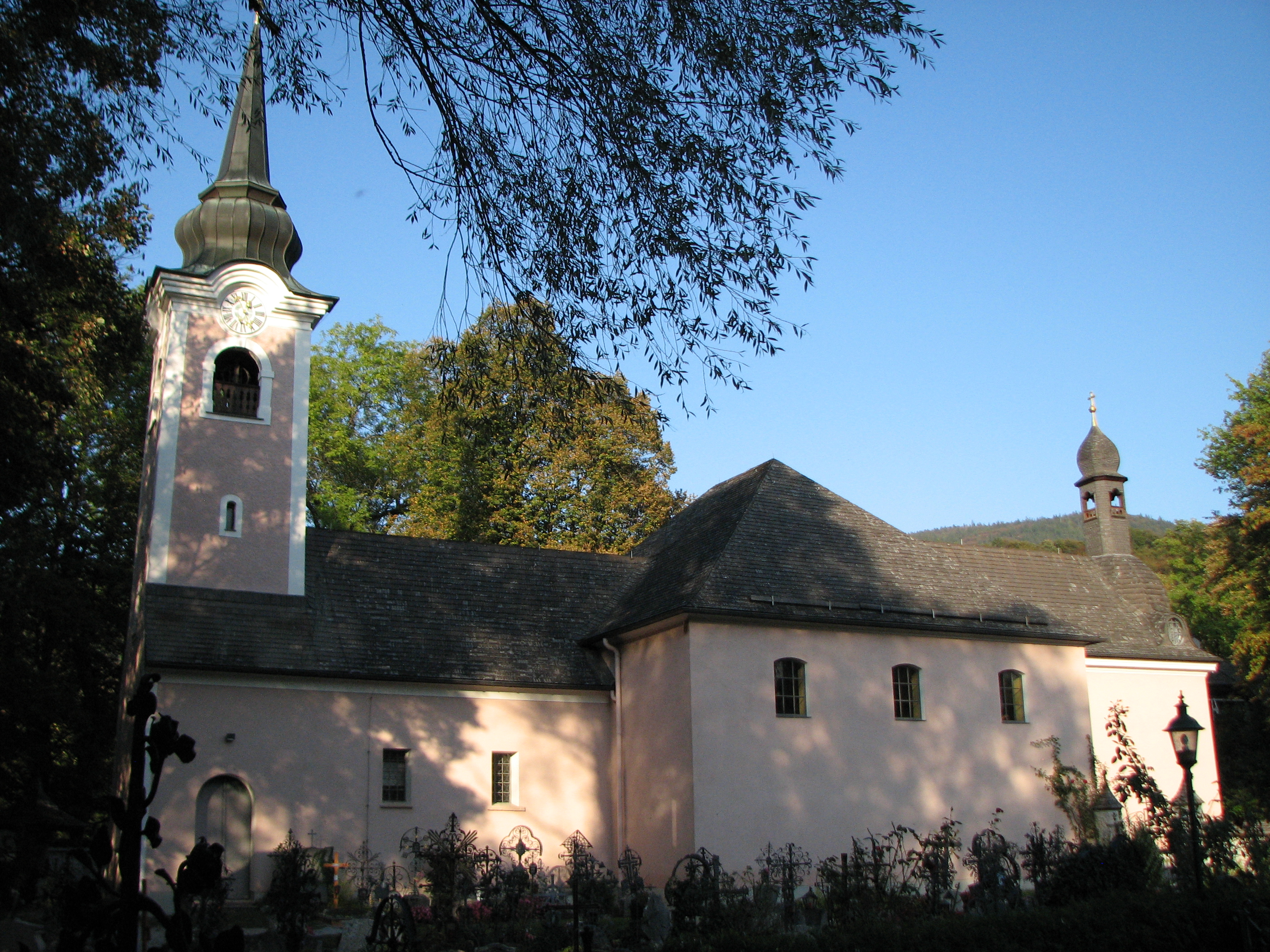
Katholische Pfarrkirche hl. Jakobus der Ältere in Puch bei Hallein

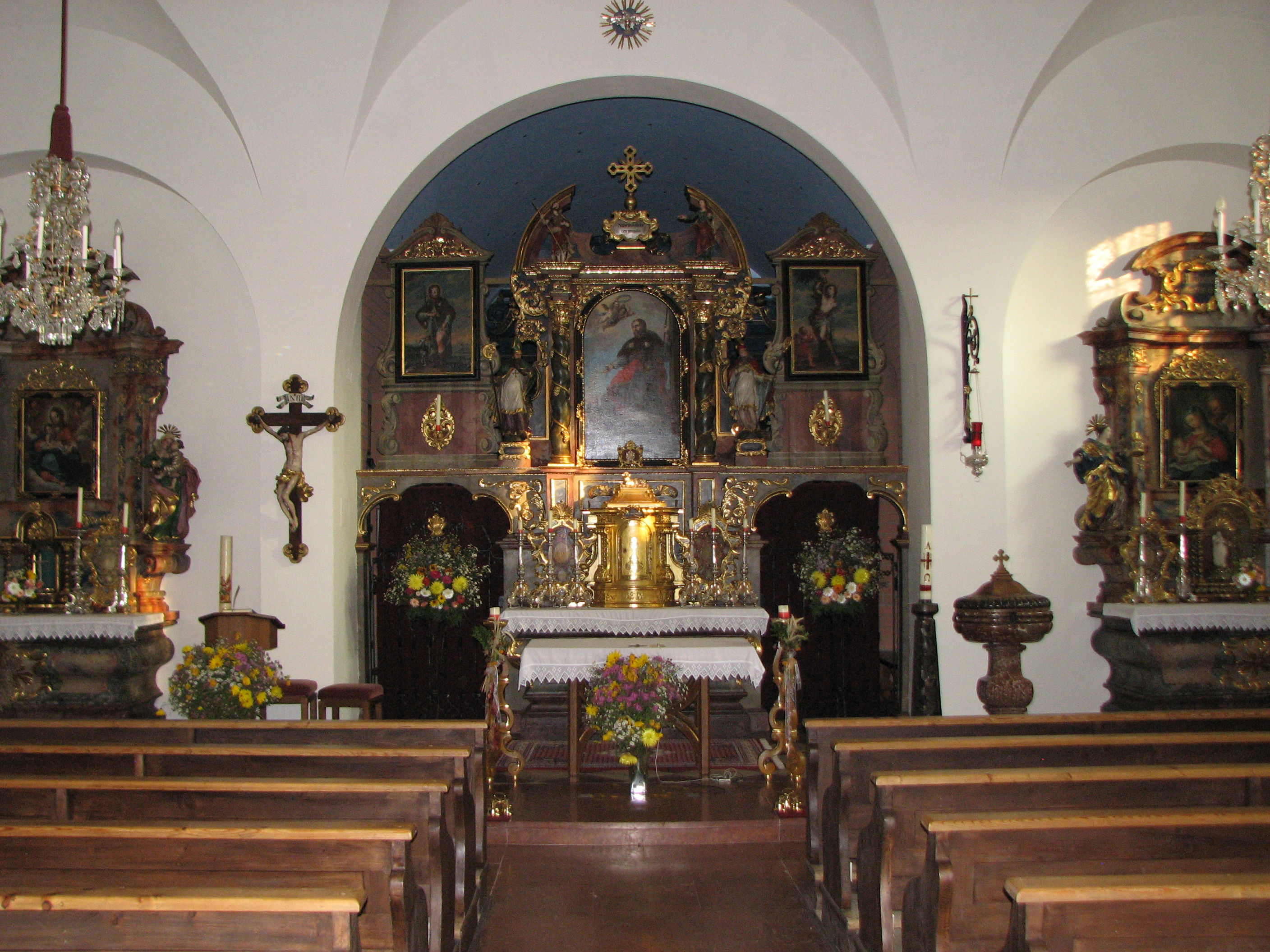
Im Langhaus zum Chor

Die Pfarrkirche St. Jakob am Thurn steht im Kirchweiler Sankt Jakob am Thurn in der Gemeinde Puch bei Hallein im Bezirk Hallein im Land Salzburg. Die auf den hl. Jakobus der Ältere geweihte römisch-katholische Pfarrkirche gehört zum Dekanat Hallein in der Erzdiözese Salzburg. Die Kirche steht unter Denkmalschutz (Listeneintrag).

## Geschichte
Urkundlich wurde 1238 eine Kirche genannt. 1324 war eine Kirchweihe. 1725 erfolgte ein Neubau des Turmes. 1753 wurde die Loreto-Kapelle vom Baumeister Kassian Singer mit dem Bauherrn Josef Anton Graf Platz erbaut und 1754 geweiht. 1786 wurde die Kirche wegen Baufälligkeit neu erbaut. 1891 wurde die Kirche zur Pfarrkirche erhoben. 1960/1963 erfolgte mit Architekt Otto Prossinger ein Umbau der Kirche. 1985 war eine Restaurierung.

## Architektur
Der im Wesentlichen barocke Kirchenbau ist eine Kirche mit einem Westturm mit einer östlich anschließenden mit dem Langhaus verbundenen Loreto-Kapelle.
Der langgestreckte Kirchenbau mit einem schmalen wohl im Kern romanischen Langhaus unter einem Satteldach hat einen breiten Hauptraum unter einem Walmdach. Der Turm mit rundbogigen Schallfenstern trägt einen barock geschwungenen Helm. Im Norden besteht ein Sakristeianbau unter einem Pultdach.
Die Loreto-Kapelle im Osten ist fensterlos mit einer einspringenden Rundapsis und hat im Norden und Süden Portale mit einer barocken Umrahmung mit Türen mit ornamentalen barocken Beschlägen. Die Kapelle unter einem Satteldach trägt einen glockenförmigen Dachreiter mit einem nördlichen und südlichen Rundfenster, mit Laterne und einer abschließenden Zwiebel.